# アメラント・バンク・アリーナ
アメラント・バンク・アリーナ（Amerant Bank Arena）はフロリダ州南部、ブロワード郡サンライズに位置する屋内競技場。

## 概要
1998年10月3日にこけら落とし。命名権の契約により、Broward County Civic Arena、1998年からナショナル・カー・レンタルによりナショナル・カー・レンタル・センター、2002年からオフィス・デポによりオフィス・デポ・センター、2006年からバンクアトランティックによりバンクアトランティック・センターとなった。2012年からBB&TによりBB&Tセンターとなったが、2021年を以て契約が満了した際にネーミングライツが更新されなかったため、FLAライブ・アリーナに名称を変更した。2023年9月19日に、フロリダ州南部のコーラルゲーブルズを拠点とするアメラント銀行が命名権を取得したことでアメラント・バンク・アリーナとなった。
1998年から現在にかけて、NHLのフロリダ・パンサーズが本拠地として使用している。
また、ミュージシャンによるコンサートや、プロレスリング（WWE）、プロボクシングなどの格闘技興行が開催されている。